# Бутунг
Бутунг или Бутон (на индонезийски: Pulau Butung, Pulau Buton) е остров от групата на Големитe Зондски острови, разположен в западната част на море Банда, на югоизток от остров Сулавеси, принадлежащ на Индонезия, с площ от 4408 km². На север протокът Тиоро го отделя от остров Сулавеси, на запад от него е по-малкият остров Муна, а на югоизток – групата острови Тукангбеси. Към 2010 г. населението на острова е 447 400 души. Релефът е предимно хълмист и ниско планински с максимална височина връх Вани (1190 m) в най-северната му част. Покрит е с влажни вечнозелени тропични гори. Извършва се добив на естествен асфалт. Основни експортни стоки са ценна дървесина, кафе, саго, захарна тръстика, тютюн. Развит риболов. Главен град е Баубау, разположен на югозападния му бряг.